# Mario Molina
Mario J. Molina, född 19 mars 1943 i Mexico City, död 7 oktober 2020 i Mexico City, var en mexikansk-amerikansk kemist. Han tilldelades 1995, tillsammans med Paul J. Crutzen och F. Sherwood Rowland, Nobelpriset i kemi för deras arbeten inom atmosfärkemin, speciellt rörande bildning och nedbrytning av ozon.
I jordens atmosfär finns små mängder ozon, en gas vars molekyler består av tre syreatomer (O3). Trots att ozon förekommer i låga halter spelar det en ytterst fundamental roll för livet på jorden. Ozonet, tillsammans med den vanliga syrgasen (O2), förmår nämligen absorbera den största delen av solljusets ultravioletta strålar och därigenom hindra att denna farliga strålning når jordytan. Utan ett skyddande ozonlager i atmosfären skulle djur och växter inte kunna existera, i varje fall inte på land. 
Crutzens, Molinas och Rowlands forskning har klargjort hur ozon bildas och bryts ner genom kemiska processer i atmosfären. De har också visat hur känsligt ozonskiktet är för påverkan från människans utsläpp av olika ämnen i atmosfären. Genom att tidigt varna för följderna av okontrollerat utsläpp av freoner, startade de den debatt som senare ledde till lagstiftning i de flesta länder mot sådana utsläpp.
Asteroiden 9680 Molina är uppkallad efter honom.